# Port lotniczy Campo Grande
Port lotniczy Campo Grande (IATA: CGR, ICAO: SBCG) – port lotniczy położony w Campo Grande, w stanie Mato Grosso do Sul, w Brazylii.